# Marko Marić (calciatore 1996)
Marko Marić (Vienna, 3 gennaio 1996) è un calciatore austriaco naturalizzato croato, portiere dello Zrinjski Mostar.

## Carriera

### Club
Marić ha giocato nelle giovanili del Post Vienna, per poi entrare a far parte di quelle del Rapid Vienna. Dopo aver giocato nella squadra riserve del club, militante in Regionalliga, ha fatto l'esordio in Bundesliga in data 11 maggio 2014, schierato titolare nel successo per 2-5 maturato sul campo del Ried.
Il 30 giugno 2015, i tedeschi dell'Hoffenheim hanno ufficializzato l'ingaggio di Marić e ne hanno contestualmente annunciato l'immediato passaggio in prestito ai polacchi del Lechia Danzica.
Marić ha esordito in Ekstraklasa in data 17 luglio, schierato titolare nella sconfitta casalinga per 0-1 contro il KS Cracovia. Ha disputato 25 partite in stagione, tra campionato e coppa, subendo 36 reti.
Tornato all'Hoffenheim per fine prestito, è rimasto in squadra fino al 31 gennaio 2017, quando è stato ceduto all'Hannover 96 con la formula del prestito. Si è limitato a giocare soltanto per la squadra riserve, in Regionalliga, debuttando in data 11 febbraio in occasione della sconfitta casalinga per 1-2 contro l'Eichede.
Il 1º agosto 2017, i norvegesi del Lillestrøm hanno reso noto ufficialmente d'aver ingaggiato Marić con la formula del prestito fino al termine della stagione, riservandosi un'opzione di prolugamento. Ha esordito in Eliteserien in data 24 settembre, venendo schierato titolare nella sconfitta casalinga per 0-3 contro il Rosenborg. È stata l'unica presenza di Marić in questa porzione di stagione.
Il 24 novembre 2017, Lillestrøm ed Hoffenheim hanno trovato un accordo per prolungare il prestito di Marić, fino al 31 dicembre 2019.
Il 13 gennaio 2020 è quindi passato a titolo definitivo agli Houston Dynamo.

### Nazionale
Marić ha giocato per l'Austria under 16, prima di scegliere di rappresentare la Croazia, per cui è stato convocato in Nazionale Under-16, Nazionale Under-17, Nazionale Under-19 e Nazionale Under-21.

## Statistiche

### Presenze e reti nei club
Statistiche aggiornate al 13 gennaio 2020.
| Stagione                     | Club                         | Campionato                   | Campionato | Campionato | Coppe nazionali | Coppe nazionali | Coppe nazionali | Coppe continentali | Coppe continentali | Coppe continentali | Supercoppe | Supercoppe | Supercoppe | Totale | Totale |
| Stagione                     | Club                         | Comp                         | Pres       | Reti       | Comp            | Pres            | Reti            | Comp               | Pres               | Reti               | Comp       | Pres       | Reti       | Pres   | Reti   |
| ---------------------------- | ---------------------------- | ---------------------------- | ---------- | ---------- | --------------- | --------------- | --------------- | ------------------ | ------------------ | ------------------ | ---------- | ---------- | ---------- | ------ | ------ |
| 2011-2012                    | Rapid Vienna Amateure        | RL                           | 1          | 0          | -               | -               | -               | -                  | -                  | -                  | -          | -          | -          | 1      | 0      |
| 2012-2013                    | Rapid Vienna Amateure        | RL                           | 9          | -14        | -               | -               | -               | -                  | -                  | -                  | -          | -          | -          | 9      | -14    |
| 2013-2014                    | Rapid Vienna Amateure        | RL                           | 7          | -8         | -               | -               | -               | -                  | -                  | -                  | -          | -          | -          | 7      | -8     |
| 2014-2015                    | Rapid Vienna Amateure        | RL                           | 9          | -13        | -               | -               | -               | -                  | -                  | -                  | -          | -          | -          | 9      | -13    |
| Totale Rapid Vienna Amateure | Totale Rapid Vienna Amateure | Totale Rapid Vienna Amateure | 26         | -35        |                 | -               | -               |                    | -                  | -                  |            | -          | -          | 26     | -35    |
| 2012-2013                    | Rapid Vienna                 | BL                           | 0          | 0          | CA              | 0               | 0               | -                  | -                  | -                  | -          | -          | -          | 0      | 0      |
| 2013-2014                    | Rapid Vienna                 | BL                           | 1          | -2         | CA              | 0               | 0               | -                  | -                  | -                  | -          | -          | -          | 1      | -2     |
| 2014-2015                    | Rapid Vienna                 | BL                           | 7          | -6         | CA              | 1               | 0               | UEL                | 0                  | 0                  | -          | -          | -          | 8      | -6     |
| Totale Rapid Vienna          | Totale Rapid Vienna          | Totale Rapid Vienna          | 8          | -8         |                 | 1               | 0               |                    | 0                  | 0                  |            | -          | -          | 9      | -8     |
| 2015-2016                    | Lechia Danzica               | EK                           | 24         | -32        | CP              | 1               | -4              | -                  | -                  | -                  | -          | -          | -          | 25     | -36    |
| 2016-gen. 2017               | Hoffenheim                   | BL                           | 0          | 0          | CG              | 0               | 0               | -                  | -                  | -                  | -          | -          | -          | 0      | 0      |
| gen.-giu. 2017               | Hannover 96 II               | RL                           | 13         | -15        | -               | -               | -               | -                  | -                  | -                  | -          | -          | -          | 13     | -15    |
| ago.-dic. 2017               | Lillestrøm                   | ES                           | 1          | -3         | CN              | 0               | 0               | -                  | -                  | -                  | -          | -          | -          | 1      | -3     |
| 2018                         | Lillestrøm                   | ES                           | 25         | -37        | CN              | 5               | -5              | UEL                | 1                  | -4                 | SN         | 1          | -1         | 32     | -47    |
| 2019                         | Lillestrøm                   | ES                           | 30+2       | -47+-5     | CN              | 2               | -2              | -                  | -                  | -                  | -          | -          | -          | 34     | -54    |
| Totale Lillestrøm            | Totale Lillestrøm            | Totale Lillestrøm            | 56+2       | -87+-5     |                 | 7               | -7              |                    | 1                  | -4                 |            | 1          | -1         | 67     | -104   |
| 2020                         | Houston Dynamo               | MLS                          | 0          | 0          |                 | -               | -               | -                  | -                  | -                  | -          | -          | -          | 0      | 0      |
| Totale                       | Totale                       | Totale                       | 127+2      | -177+-2    |                 | 9               | -11             |                    | 1                  | -4                 |            | 1          | -1         | 140    | -195   |

## Palmarès

### Club

#### Competizioni nazionali
- Coppa di Norvegia: 1

Lillestrøm: 2017
- Coppa di Bosnia: 1

Zrinjski Mostar: 2023-2024
- Campionato bosniaco: 1

Zrinjski Mostar: 2024-2025